# John Melvin
John Melvin es un deportista británico que compitió en remo. Ganó dos medallas en el Campeonato Mundial de Remo, oro en 1978 y plata en 1983.

## Palmarés internacional
| Campeonato Mundial | Campeonato Mundial     | Campeonato Mundial | Campeonato Mundial      |
| Año                | Lugar                  | Medalla            | Prueba                  |
| ------------------ | ---------------------- | ------------------ | ----------------------- |
| 1978               | Copenhague (Dinamarca) | Medalla de oro     | Ocho con timonel ligero |
| 1983               | Duisburgo (RFA)        | Medalla de plata   | Scull individual ligero |